# Åltjärnen (Hällesjö socken, Jämtland)
Åltjärnen är en sjö i Bräcke kommun i Jämtland och ingår i Ljungans huvudavrinningsområde. Sjön är 2,1 meter djup, har en yta på 0,122 kvadratkilometer och befinner sig 307,9 meter över havet.

## Delavrinningsområde
Åltjärnen ingår i det delavrinningsområde (698151-150938) som SMHI kallar för Utloppet av Övsjön. Medelhöjden är 343 meter över havet och ytan är 9,04 kvadratkilometer. Räknas de 12 avrinningsområdena uppströms in blir den ackumulerade arean 112,35 kvadratkilometer. Ansjöån som avvattnar avrinningsområdet har biflödesordning 4, vilket innebär att vattnet flödar genom totalt 4 vattendrag innan det når havet efter 158 kilometer. Avrinningsområdet består mestadels av skog (77 procent). Avrinningsområdet har 0,54 kvadratkilometer vattenytor vilket ger det en sjöprocent på 5,9 procent.